# Eruga albanoi
Eruga albanoi là một loài tò vò trong họ Ichneumonidae.